# Кастурба Ґанді
Кастурбай Мохандас Ґанді (англ. Kasturbai Mohandas Gandhi) — індійська політична активістка, який брала участь у русі за незалежність Індії під час Британської Індії. Вона була одружена з Мохандасом Ґанді, широко відомим як Махатма Ґанді. Національний день безпечного материнства відзначається в Індії щорічно 11 квітня, що збігається з днем народження Кастурбаї.

## Раннє життя та походження
Кастурбаї народилась 11 квітня 1869 року в родині Ґокуладаса Кападії та Враджкунверби Кападіа. Сім'я належала до касти гуджаратських індуїстських торговців Модх Банія і проживала в прибережному місті Порбандар. У травні 1883 року 14-річний Кастурбай одружили з 13-річним Мохандасом у шлюбі, організованому їхніми батьками.
Згадуючи день одруження, її чоловік одного разу сказав: «Оскільки ми не знали багато про шлюб, для нас це означало лише носити новий одяг, їсти солодощі та грати з родичами». Однак, згідно з переважаючою традицією, молода наречена повинна була провести перші кілька років шлюбу в будинку своїх батьків, подалі від чоловіка. Пишучи багато років потому, Мохандас з жалем описав хтиві почуття, які він відчував до своєї молодої нареченої, «навіть у школі я думав про неї, і думка про настання ночі та нашу наступну зустріч постійно переслідувала мене». На початку їхнього шлюбу Мохандас також був власницьким і маніпулятивним; він хотів мати ідеальну дружину, яка б виконувала його наказ.
Хоча інші четверо їхніх синів (Харілал, Манілал, Рамдас і Девдас) дожили до повноліття, Кастурбай так і не оговталася повністю після смерті своєї першої дитини. Перші двоє синів народилися до того, як Мохандас вперше виїхав за кордон. Коли він поїхав вчитися до Лондона в 1888 році, вона залишилася в Індії. У 1896 році вона з двома синами поїхала до нього в Південно-Африканську Республіку.

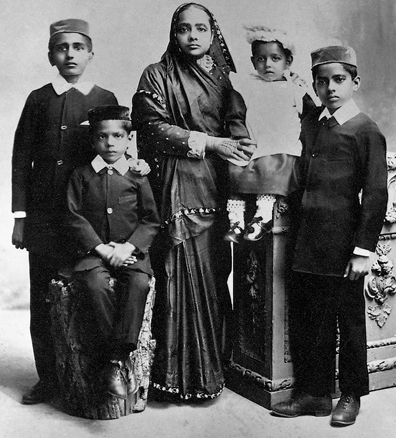
Ґанді з чотирма синами

Пізніше, в 1906 році, Мохандас склав обітницю цнотливості, або брахамачар'я. Деякі звіти вказують на те, що Кастурбай відчувала, що це суперечить її ролі традиційної індуської дружини. Проте Ганді швидко захистила свій шлюб, коли жінка припустила, що вона нещаслива. Родичі Ганді також наполягали на тому, що найбільшим благом було залишатися і слухатися свого чоловіка, Махатму.

## Політична кар'єра

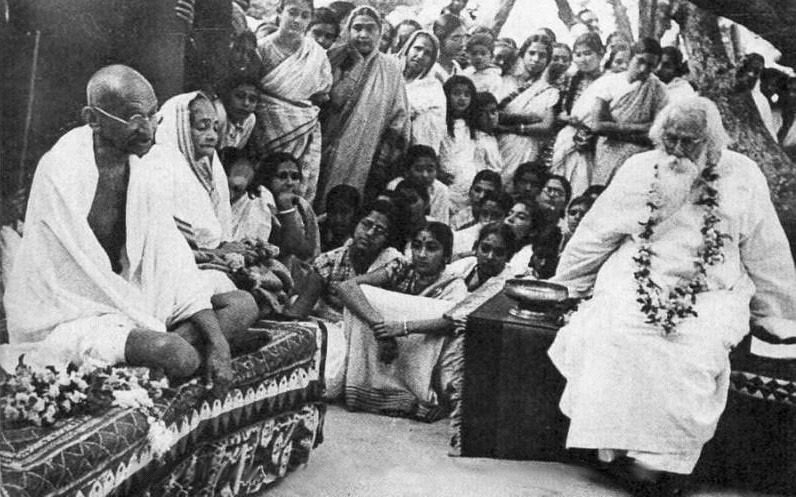
Бенгальський поет Рабіндранат Тагор з Махатмою Ганді та Кастурбою Ганді в Сантінікетані, 1940 рік.

Кастурба Ґанді вперше взяла участь у політиці в Південній Африці в 1904 році, коли разом зі своїм чоловіком та іншими заснувала поселення Фенікс поблизу Дурбану. У 1913 році вона брала участь у протестах проти жорстокого поводження з індійськими іммігрантами в Південній Африці, за що була заарештована і 23 вересня 1913 року була засуджена до каторжних робіт. Перебуваючи у в'язниці, вона вела інших жінок у молитві і заохочувала освічених жінок навчати неосвічених жінок читати й писати.
Ґанді та Мохандас покинули Південну Африку в липні 1914 року та повернулися в Індію. Незважаючи на хронічний бронхіт Кастурби, вона продовжувала брати участь у громадянських акціях і протестах по всій Індії, часто займала місце свого чоловіка, коли той сидів у в'язниці. Більшу частину свого часу вона присвятила допомозі та служінню в ашрамах. Тут Ґанді називали «Ба» або Мати, оскільки вона служила матір'ю ашрамів в Індії. Різниця між Ґанді та Мохандасом полягала в поводженні з їхніми дітьми в ашрамі. Мохандас вважав, що їхні сини не заслуговують особливого ставлення, тоді як Кастурба вважала, що Мохандас нехтував ними.
У 1917 році Ґанді працювала над забезпеченням жінок у Чампарані, Біхар, де Мохандас працював із фермерами, які вирощували індиго. Вона навчала жінок гігієни, дисципліни, здоров'я, читання і письма. У 1922 році вона брала участь у русі Сатьяграха у Борсаді, штат Гуджарат, незважаючи на те, що у неї було погане здоров'я. Вона не брала участь у знаменитому Соляному марші Ґанді в 1930 році, але продовжувала брати участь у багатьох кампаніях громадянської непокори та маршах. У результаті її неодноразово заарештовували та ув'язнювали.
У 1939 році Ґанді взяла участь у ненасильницьких акціях протесту проти британського правління в Раджкоті після того, як жінки міста спеціально попросили її виступати за них. Ґанді знову заарештували і місяць тримали в одиночній камері. Її здоров'я погіршилося, але вона продовжувала боротися за незалежність. У 1942 році її знову заарештували разом з Мохандасом та іншими борцями за свободу за участь у русі «Вийти з Індії». Її ув'язнили в палаці Ага Хана в Пуні. До цього часу її здоров'я сильно погіршилося, і вона померла в таборі у Пуні.
Мохандас писав про свою дружину такими словами, які показували, що він завжди продовжував очікувати від неї покори. «Згідно з моїм попереднім досвідом, вона була дуже впертою. Незважаючи на весь мій тиск, вона робила те, що хотіла. Це призводило до коротких чи тривалих періодів відчуженості між нами. Але в міру того, як моє публічне життя розширювалося, моя дружина процвітала і свідомо заблукала в моїй роботі».

## Здоров'я і смерть

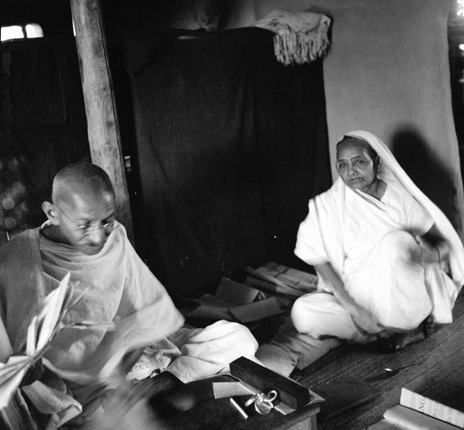
Ґанді з Мохандасом у 1930-х роках

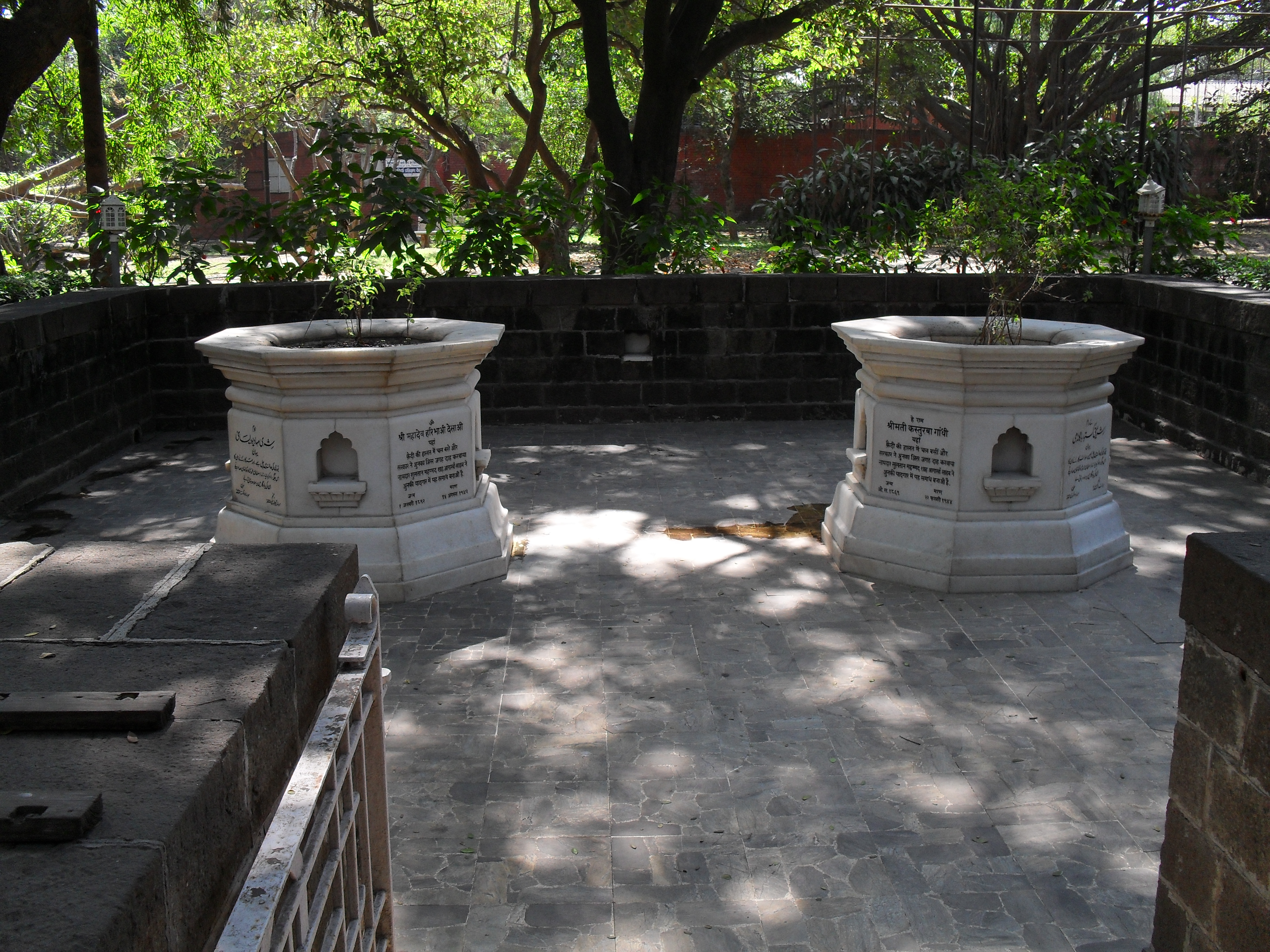
Меморіальний камінь Кастурби Ґанді (справа) з меморіальним каменем Махадева Десаї в палаці Ага Хана, Пуна, де вона померла

Через ускладнення при народженні Кастурба страждала на хронічний бронхіт. Її бронхіт ускладнився пневмонією. Її здоров'я ще більше погіршилося в січні 1908 року, коли вона постила, поки її чоловік був у в'язниці, і вона тяжко захворіла. Вона була настільки близька до смерті, що Мохандас вибачився перед нею і пообіцяв, що не одружиться повторно, якщо вона помре. Пізніше Кастурбі довелося перенести важку операцію.
У січні 1944 року Кастурба пережила два інфаркти, після чого більшу частину часу була прикута до ліжка. Навіть там вона не знайшла спокою від болю. Приступи задишки заважали їй спати вночі. Ґанді попросила відвідати аюрведичного лікаря, більш знайому форму індійського лікування. Після кількох затримок уряд дозволив спеціалісту з традиційної індійської медицини відвідати її. Спочатку вона відповідала, а до другого тижня лютого настільки одужала, що могла на короткий час сидіти на веранді в інвалідному візку й розмовляти з ним. Пізніше у неї стався рецидив. Хоча пеніцилін прибув до неї на вимогу її сина Девдаса, у лікарів не було бажання використовувати його, оскільки остаточну відмову в роботі нирок пеніцилін не міг усунути. Лікарі повідомили родині Ґанді, що стан Кастурби вже настільки погіршився, що пеніцилін не допомагає.
Вона померла в палаці Ага Хана в Пуні о 19:35 за місцевим часом 22 лютого 1944 року у віці 74 років.
На її пам'ять було створено Національний меморіальний фонд Кастурби Ґанді. Мохандас попросив, щоб цей фонд був використаний для допомоги жінкам і дітям у селах Індії.

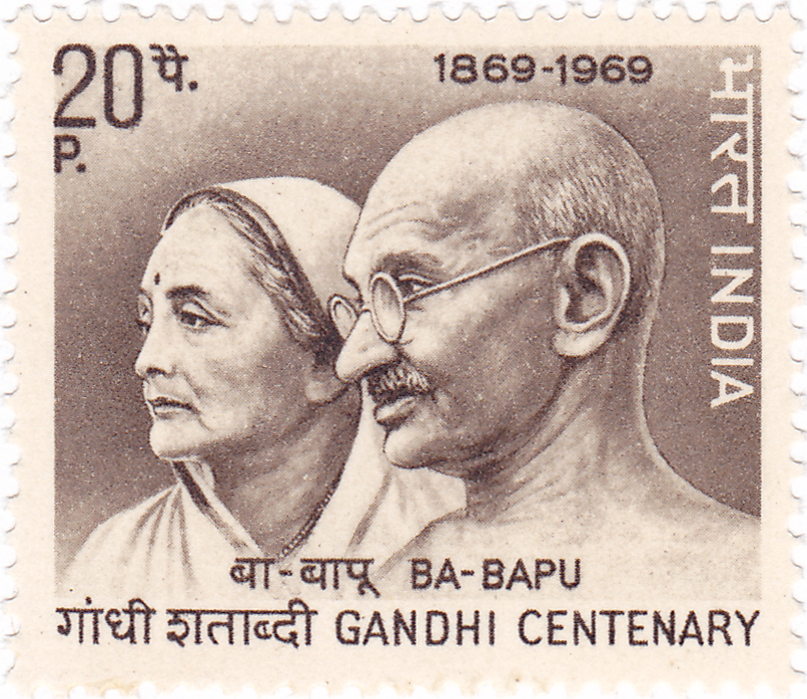
Кастурба з Мохандасом Ґанді на поштовій марці Індії (1969)

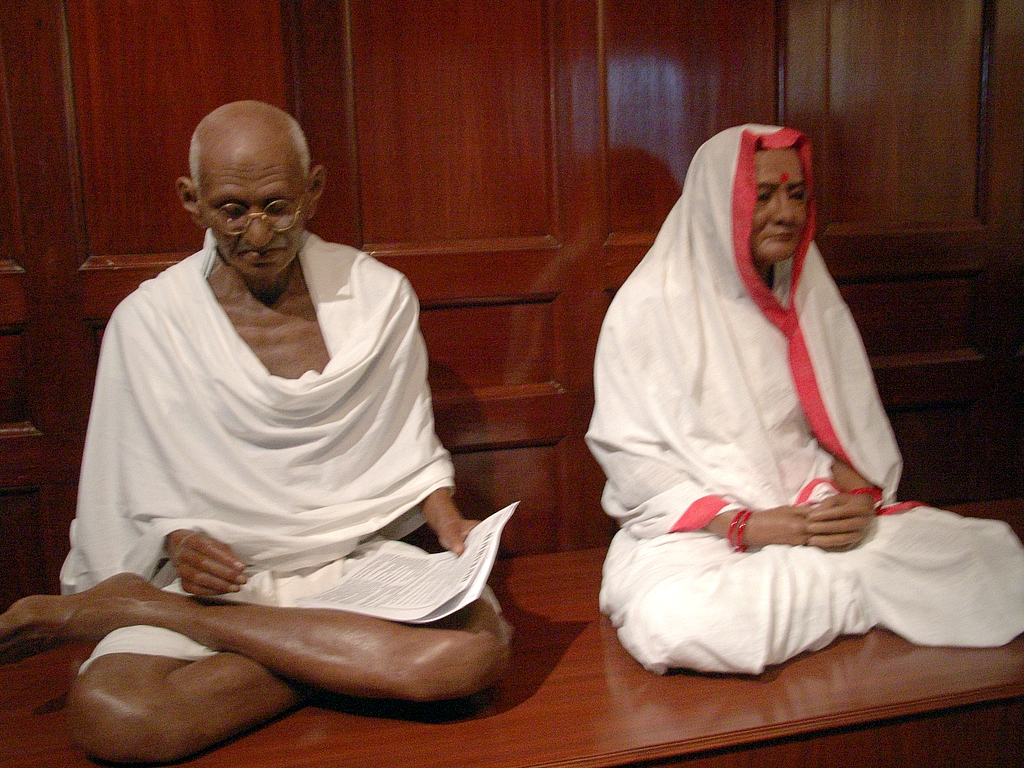
Мохандас К. Ґанді та Кастурбай Ґанді в мультимедійному музеї Eternal Gandhi, Gandhi Smriti (Birla House), Tees January Marg, Нью-Делі.

## У масовій культурі
Нараян Десаї написав п'єсу «Кастурба» за мотивами Кастурби Ґанді. Його режисером стала Адіті Десаї, і він ставився кілька разів.
У фільмі 1982 року «Ганді» роль Кастурби Ганді зіграла Рохіні Гаттангаді.